# Christkirche (Rendsburg)

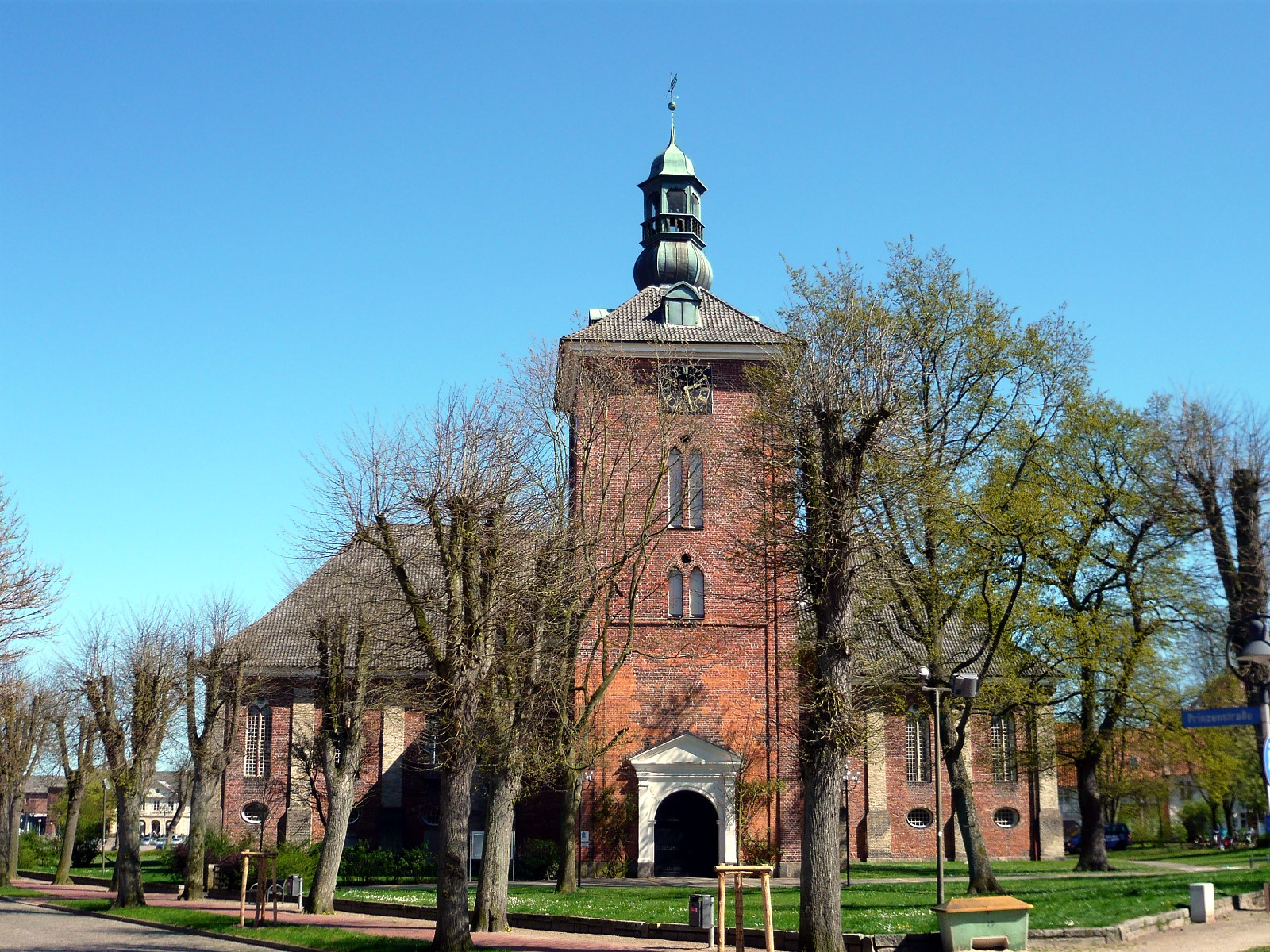
Christkirche

Die Christkirche ist ein Gotteshaus der Evangelisch-Lutherischen Kirchengemeinde Rendsburg.

## Geschichte
Das Gebäude der Christkirche entstand 1695 bis 1700 im Zusammenhang mit der Erweiterung der Rendsburger Festungsanlage Neuwerk nach einem Entwurf von Hans van Steenwinckel. Die Ausführung wurde zunächst D. Vijfhuysen anvertraut, ab 1698 dem Architekten Dominicus Pelli. Die Kirche diente nach ihrer Einweihung im Jahr 1700 als Garnisonskirche für die Offiziere und Soldaten der damals dänischen Garnison. Ihren Namen verdankte sie neben Jesus Christus dem dänischen König Christian V., auf dessen Anordnung sie gebaut worden war. Der Gottesdienst mit Propst Johann Friedrich Callisen am 3. April 1848 war der Auftakt der Schleswig-Holsteinischen Erhebung.
Die Gemeinde umfasste zunächst ein größeres Gebiet: Nachdem 1949 die Kirchengemeinde Büdelsdorf und Rickert und 1968 die Kirchengemeinden Fockbek, St. Jürgen Rendsburg und Westerrönfeld selbstständig wurden, verblieben bei der Christkirchengemeinde die Rendsburger Stadtteile Neuwerk, Hoheluft und Rendsburg-Süd und das Kreishafengebiet. Auch durch den Abzug von Truppenteilen aus der Stadt Rendsburg ist die Bedeutung der Garnison für die Christkirchengemeinde deutlich zurückgegangen. Am 1. Januar 2022 fusionierten die drei Rendsburger Kirchengemeinden, St. Marien in der Altstadt, die Christkirche und die 1953 aus der Christkirchengemeinde ausgegliederte St. Jürgen-Gemeinde, zur Evangelisch-Lutherischen Kirchengemeinde Rendsburg.

## Bau und Ausstattung
Die Christkirche ist ein schlichter Backsteinbau auf dem Grundriss eines Griechischen Kreuzes nach dem Vorbild der Kopenhagener Holmens Kirke. Der Westturm ist aus festungstechnischen Gründen nur niedrig. Am Ostflügel wurden eine Gruft für die Familie des 1720 verstorbenen Stadtkommandanten Andreas Fuchs und die Sakristei angebaut.
Im Inneren kreuzen sich zwei Brettertonnengewölbe. Die nüchterne Architektur wird durch die reiche Ausmalung und das teilweise vergoldeten Inventar aus dem frühen 18. Jahrhundert prachtvoll ausgeglichen. Die meisten Ausstattungsstücke wurden extra für die Christkirche angefertigt, nur der Altaraufbau stammt bereits von 1662/63 und hatte zuvor in der Kirche in Glückstadt gestanden. Die Königsloge an der Südseite des Chors gegenüber der Kanzel trägt das Monogramm von Friedrich IV. und darf nach wie vor nur von Mitgliedern des dänischen Königshauses benutzt werden.

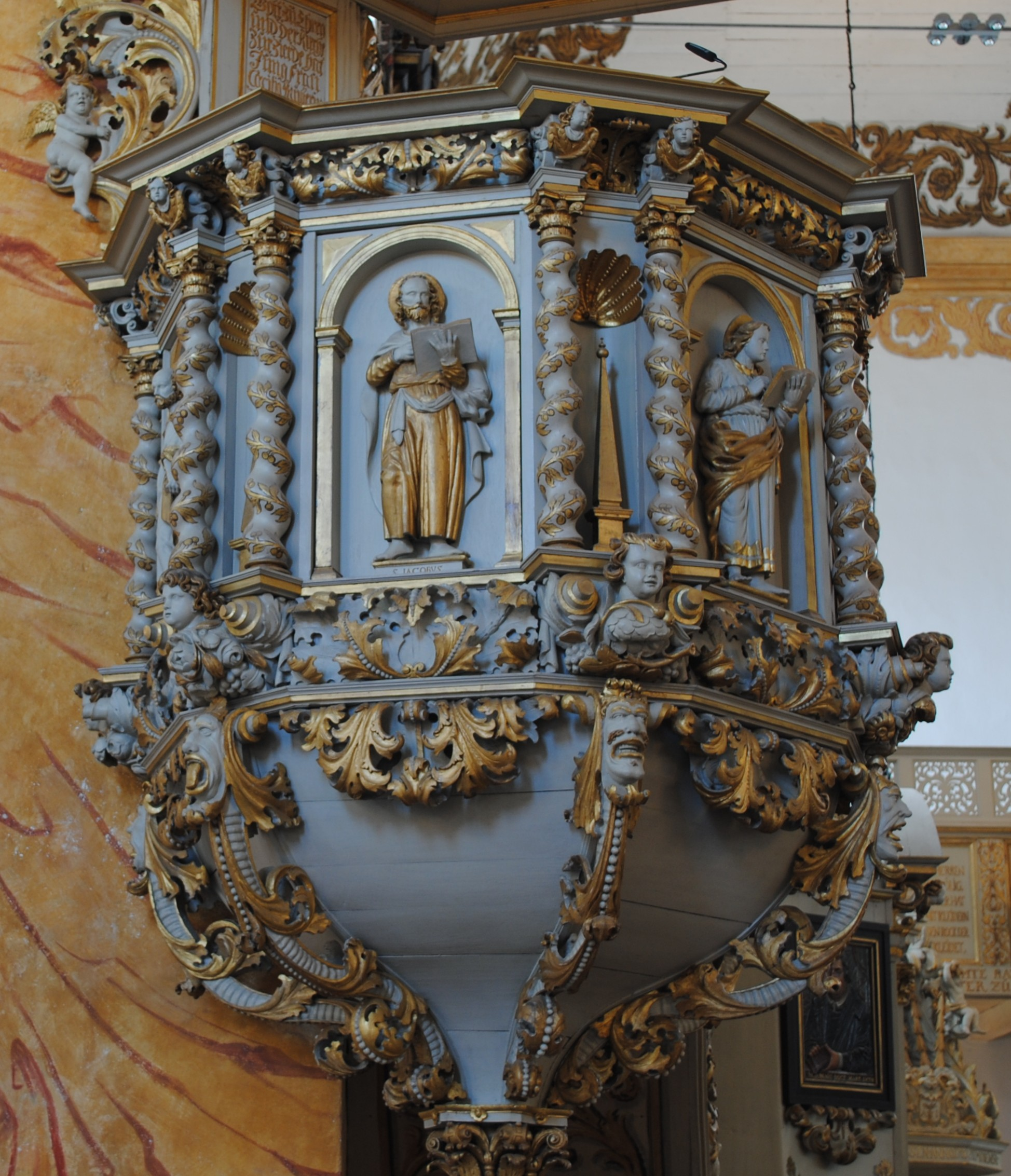
Kanzelkorb von Hans Pahl

### Kanzel
Eine von dem Rendsburger Hans Pahl Geschaffene Kanzel befindet sich an der Nordostecke der Vierung. Das im Jahr 1696 geschaffene Werk wird von reichem plastischem Schmuck geziert. Ein vierseitiger Korb mit Feldern, in denen sich vollplastische Apostelfiguren zeigen, wird von gedrehten Säulen flankiert. Getragen wird dieser Korb von der Figur des Moses. In Fortsetzung des Korbes verläuft eine Treppe mit fünf Feldern, in denen sich weitere Apostelfiguren befinden. Eine Tür mit Pilasterrahmung und einem gesprengten Segmentgiebel wird von zwei Figuren der Apostel geschmückt. Ein zugehöriger Schalldeckel ist mit einer krönenden Christusfigur besetzt, der Putti und Akanthuslaubwerk als Sockelrahmung dient. Insgesamt ist es eine prachtvolle Arbeit des Akanthusbarock.

### Altar
Der Altaraufbau wurde nicht für diese Kirche geschaffen, sondern er stammt aus Glückstadt, wo er im Jahr 1662 von J. Steinel hergestellt wurde. Er bildet einen zweigeschossigen Aufbau mit Knorpelbarockanschwüngen. Im Hauptfeld bilden vollplastische Figuren den Gekreuzigten der von Maria und Johannes flankiert wird. In der Predella zeigt sich ein plastisches Abendmahl. An den Barockanschwüngen des Hauptfeldes und des Aufbaus stehen die Schnitzfiguren der vier Apostel. Und als Bekrönung steht der Salvator, der unter sich im Knorpelbarockrahmen die Wolken sichtbar werden lässt, in denen seine Füße die Auffahrt in den Himmel zeigen.

### Königsloge
Die Königsloge oder der Königsstuhl ist das auffallendste Prunkstück in dieser Kirche. Sie befindet sich gegenüber der Kanzel und dem Taufbecken. In ihren zwei Etagen ist Platz für Kommandanten, Amtmann, Bischoff und andere wichtige Personen. Sie stammt aus dem Anfang des 18. Jahrhunderts und zeigt reichliche Dekorationen in Form von Putti, Königskrone, Pilastergliederungen und Felder mit den dänischen Reichswappen.

### Epitaph Fuchs
Ein sehr auffälliges Epitaph befindet sich gegenüber der Königsloge neben der Kanzel. Es stammt aus dem Jahr 1720 und ist dem Amtmann von Fuchs gewidmet. Eine lebensgroße Figur dieses Mannes ist von Tuchdraperien und Trophäen umhüllt. Im Unterbau sind Sprüche der Würdigung zu entnehmen.

### Taufe
Ein weiß gefasstes Taufbecken mit reichlicher Vergoldung wurde im Jahr 1700 von Hans Pahl aus Rendsburg geschaffen. Das achteckige Taufbecken wird von volutenumrankten Putti getragen. Zu diesem hölzernen Taufbecken ist in gleichem Stil ein Schalldeckel geschaffen worden. Deren Akanthusvoluten schwingen sich in die Höhe, auf denen Putti sitzen. Über den Köpfen tragen vergoldete Akanthusvoluten ein Podest, auf dem die Figur Johannes’ des Täufers den krönenden Abschluss bildet, mit einem Lamm zu seinen Füßen. Der Rand des Taufdeckels enthält eine umlaufende Beschriftung; der obere Rand ist mit Spiegelmonogrammen ausgestattet. Im Jahr 1976 wurde das Taufbecken mit Taufdeckel von Boto Mannewitz aus Bad Oldesloe restauriert.

### Orgel

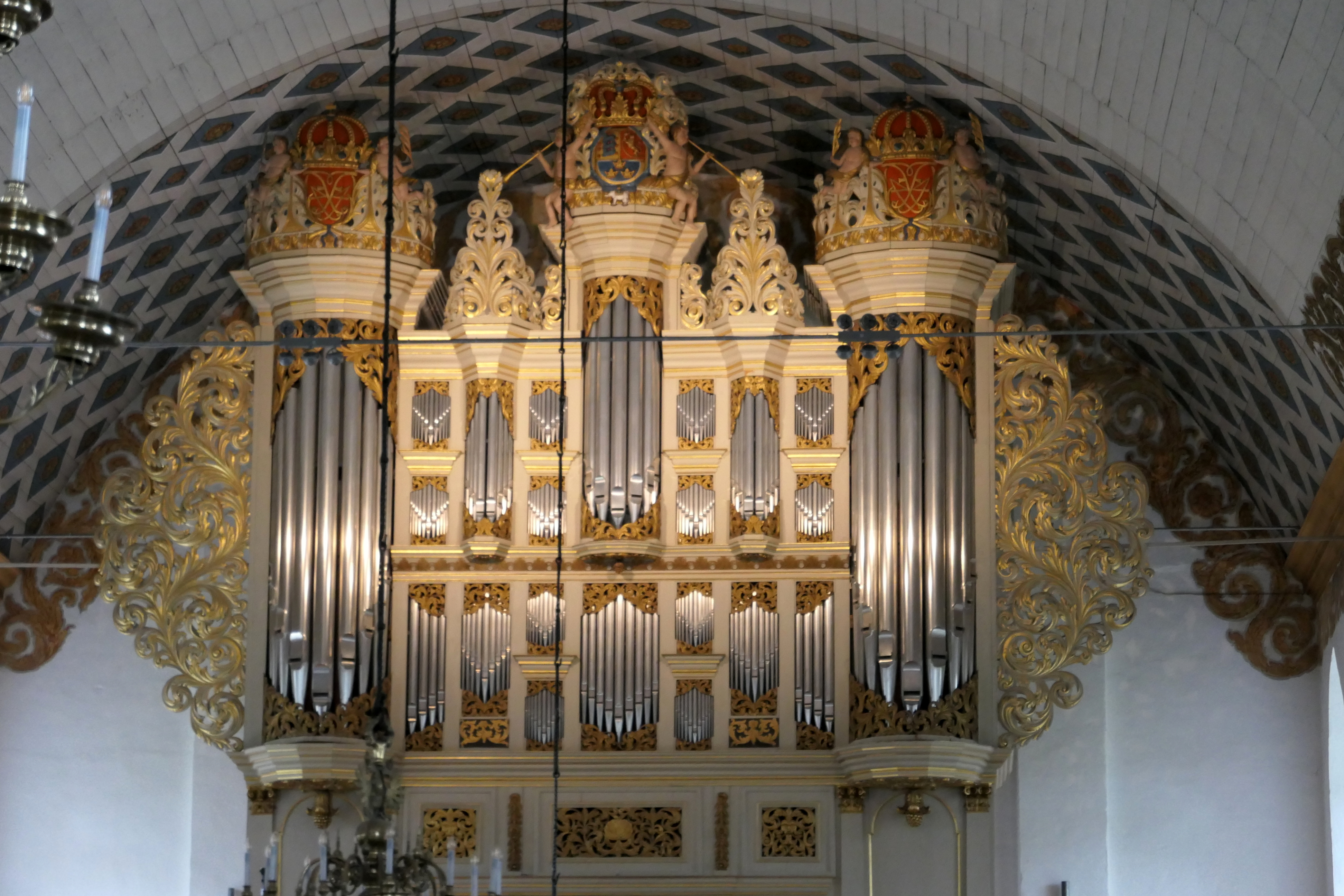
Orgelprospekt

Die Orgel geht zurück auf ein Instrument, das 1714–1716 von Arp Schnitger mit 29 Registern auf zwei Manualen und Pedal erbaut worden war. Auffallend sind die ausladenden Blindflügel aus vergoldetem Rankenwerk. Der Mittelturm zeigt das dänische Reichswappen, das von Trompeten-Engeln gehalten wird, während auf den Pedaltürmen das bekrönte, spiegelbildliche Monogramm von König Frederik IV. zu sehen ist. Im Laufe des 18. und 19. Jahrhunderts wurde das Instrument mehrfach umgebaut und auch erweitert. Johann Friedrich Schulze reparierte 1827 und 1836 das Instrument und nahm jeweils Umdisponierungen vor, ebenso 1878/79 die Orgelbaufirma Marcussen & Søn (Apenrade, Dänemark). 1917 mussten die Zinn-Prospektpfeifen zu Kriegszwecken abgeliefert werden. 1954–1960 wurde das Instrument durch den Orgelbauer Eberhard Tolle (Preetz) restauriert und um ein Manualwerk erweitert. Ein Rückpositiv hat die Orgel nie besessen. 1973 erbaute die Orgelbaufirma Karl Schuke (Berlin) ein neues Orgelwerk, in dem das noch erhaltene Pfeifenmaterial von Schnitger und Marcussen wiederverwendet wurde. Zugleich wurden die alten Gehäuseverhältnisse wiederhergestellt.
Das Schleifladen-Instrument hat heute 51 Register auf vier Manualen und Pedal. Die Spieltrakturen sind mechanisch, die Registertrakturen sind elektrisch. Das Instrument ist mit einer 4000-fachen elektronischen Setzeranlage ausgestattet.
| I Unterpositiv C–g3 |                  |      |   |
| 01.                 | Gedackt          | 08′0 | M |
| 02.                 | Quintade         | 08′  |   |
| 03.                 | Prinzipal        | 04′  |   |
| 04.                 | Rohrflöte        | 04′  | M |
| 05.                 | Oktave           | 02′  |   |
| 06.                 | Spitzflöte       | 02′  | M |
| 07.                 | Sesquialtera II0 |      |   |
| 08.                 | Quartan II       |      |   |
| 09.                 | Scharff IV       |      |   |
| 10.                 | Rankett          | 16′  |   |
| 11.                 | Trichterregal    | 08′  |   |
|                     | Tremulant        |      |   |

| II Hauptwerk C–g3 |                |       |   |
| 12.               | Quintade       | 16′0  | S |
| 13.               | Prinzipal      | 08′   |   |
| 14.               | Spielflöte     | 08′   |   |
| 15.               | Oktave         | 04′   | M |
| 16.               | Gedacktpommer0 | 04′   |   |
| 17.               | Spitzquinte    | 2 ⁄3′ | S |
| 18.               | Oktave         | 02′   | M |
| 19.               | Mixtur IV–VI   |       |   |
| 20.               | Scharff IV     |       |   |
| 21.               | Fagott         | 16′   |   |
| 22.               | Trompete       | 08′   |   |

| III Brustwerk C–g3 |               |       |
| 23.                | Holzgedackt   | 08′   |
| 24.                | Spitzgedackt0 | 04′   |
| 25.                | Prinzipal     | 02′   |
| 26.                | Quinte        | 1 ⁄3′ |
| 27.                | Scharff III   |       |
| 28.                | Musette       | 08′   |
|                    | Tremulant     |       |

| IV Schwellwerk C–g3 |                |        |   |
| 29.                 | Bordun         | 16′0   | M |
| 30.                 | Koppelflöte    | 08′    |   |
| 31.                 | Gambe          | 08′    | M |
| 32.                 | Prinzipal      | 04′    | M |
| 33.                 | Flûte douce    | 04′    |   |
| 34.                 | Nasat          | 2 ⁄3′  |   |
| 35.                 | Nachthorn      | 02′    |   |
| 36.                 | Terz           | 1 3⁄5′ |   |
| 37.                 | Sifflöte       | 01′    |   |
| 38.                 | Großmixtur VI0 |        |   |
| 39.                 | Cymbel III     |        |   |
| 40.                 | Trompete       | 08′    |   |
| 41.                 | Krummhorn      | 08′    |   |
|                     | Tremulant      |        |   |

| Pedal C–f1 |                   |      |   |
| 42.        | Prinzipal         | 16′0 |   |
| 43.        | Subbaß            | 16′  | M |
| 44.        | Oktave            | 08′  | S |
| 45.        | Gedackt           | 08′  | S |
| 46.        | Gemshorn          | 04′  |   |
| 47.        | Rauschpfeife III0 | 04′  | S |
| 48.        | Mixtur V          |      | S |
| 49.        | Posaune           | 16′  | M |
| 50.        | Trompete          | 08′  |   |
| 51.        | Klarine           | 04′  |   |

- Koppeln: I/II, III/II, IV/II, IV/III, I/P, II/P, III/P, IV/P
- Anmerkungen

S = Register von Arp Schnitger (1716)
M = Register von Marcussen (1879)

## Pastoren
- Johann Bielfeldt (1925–1945)